# Konferencja Arcadia
Konferencja Arcadia – (22 grudnia 1941 – 14 stycznia 1942) zwana też I Konferencją Waszyngtońską, pierwsza z najważniejszych polityczno-wojskowych konferencji anglo–amerykańskich podczas II wojny światowej, podczas której ustalono wspólne zasady walki przeciwko państwom „Osi”. W odbytej w Waszyngtonie konferencji, udział wzięli premier Wielkiej Brytanii Winston Churchill i prezydent Stanów Zjednoczonych Franklin Delano Roosevelt oraz najwyżsi dowódcy wojskowi z obu krajów.
Najważniejszym ustaleniem konferencji była tajna wówczas zasada „Germany First” (Niemcy pierwsze), zwana również zasadą „Europe First” (Europa pierwsza), która do końca wojny ustaliła priorytety zachodnich aliantów.

## „Niemcy pierwsze”
Mimo istniejącego od wybuchu II wojny światowej pewnego stopnia kooperacji między Wielką Brytanią, a USA, po wciągnięciu japońskim atakiem na Pearl Harbor Stanów Zjednoczonych do wojny, zaistniała potrzeba formalizacji między dwoma sojusznikami wspólnej strategii wojennej. W tym czasie bowiem, większość Europy była już podbita przez Niemcy, z jednostkami Wehrmachtu znajdującymi się kilkadziesiąt kilometrów od Moskwy, podczas gdy po ataku na Hawaje, i zatopieniu pod Kuantanem brytyjskich pancerników HMS „Prince of Wales” oraz „Repulse”, wojska Cesarstwa Wielkiej Japonii czyniły szybkie postępy na Pacyfiku. Podobnie jednak jak Churchill, także najwyższe cywilne i wojskowe dowództwo amerykańskie, stało na stanowisku że pierwszeństwo przed dalekowschodnim i pacyficznym teatrem wojennym, powinno mieć pokonanie Niemiec, jako państwa z większym potencjałem naukowym i gospodarczym od Japonii. Następnie miało nastąpić skierowanie wszystkich sił obu państw do walki z imperium japońskim. Do tego czasu, siły aliantów miały na Pacyfiku skupić się jedynie na powstrzymywaniu działań japońskich. Jak w ściśle tajnym – podpisanym także przez dowódcę US Navy adm. Ernesta Kinga – memorandum przygotowującym konferencję pisał generał George Marshall – najwyższy wojskowy dowódca US Army:

Niemcy są dominującą siłą wśród państw Osi. [Nawet po przystąpieniu Japonii do wojny] niezmiennie uważamy, że Niemcy nadal są głównym wrogiem, a ich porażka jest kluczem do zwycięstwa. Po pokonaniu Niemiec musi nastąpić upadek Włoch i klęska Japonii. W naszej rzetelnie przemyślanej opinii, powinno to być zatem kardynalną zasadą, że od operacji przeciwko Niemcom powinno się odciągać tylko minimum siły niezbędnej do obrony naszych żywotnych interesów na innych teatrach.

Ustalona w Waszyngtonie zasada Germany First, nigdy nie była kwestionowana ani przez amerykańskie dowództwo wojskowe i polityczne, ani też przez kierownictwo brytyjskie. Nie kwestionował jej nawet pozostawiony w jej efekcie z minimalnym wsparciem, prowadzący wojnę przeciw Japonii dowódca amerykańskiej Floty Pacyfiku admirał Chester Nimitz. Jak bowiem po czasie stwierdził Nimitz, „logika zasady Germany-first, miała pełne zrozumienie wśród nas, którzy musieliśmy prowadzić wojnę na Pacyfiku”.
Zasada Europe First przetrwała jako kluczowa w decyzjach zachodnich aliantów do końca wojny.